# Djupsömn
Stadium III och IV av NREM-sömnen kallas för djupsömn. Forskare har länge trott att man i detta sömnstadium inte drömmer. Detta har dock nyligen visat sig vara oriktigt. Djupsömnens drömmar är dock något mera statiska än REM-sömnens - det rör sig snarare om situationer än berättelser. Under djupsömnen tar kroppen igen sig fysiskt och det är väldigt viktigt för immunförsvaret att kroppen får sin djupsömn, annars blir man lätt mottaglig för sjukdomar. Drömsömnen är viktig för den mentala hälsan eftersom man då bearbetar vad som hänt under dagen. Djupsömnen utgör 10-15% av den totala sömnmängden och under detta stadium sker det mesta av centrala nervsystemets återhämtning.